# Milan Carter
Milan Carter (Filadelfia Ovest, 29 settembre 1987) è un attore statunitense nota principalmente per il ruolo di Barry Putt nella serie d'azione Netflix FUBAR.

## Biografia

### Primi anni
Milan Carter è nato a Filadelfia Ovest, Pennsylvania, cresciuto a Lancaster Ave e si è diplomato alla Overbrook High School nel 2005 prima di conseguire una laurea in comunicazione alla Lincoln University.

### Carriera
Dopo aver iniziato la sua carriera nel mondo dello spettacolo lavorando dietro la telecamera per Entertainment Tonight, HipHollywood e Kevin Frazier, Carter ha brevemente fatto da presentatore per lo show Movies with Milan di Vibe.
Nel 2018 ha iniziato a lavorare come attore, comparendo in qualità di guest star in alcuni episodi di Runaways e The Neighborhood; mentre nel 2019 ha il suo primo ruolo cinematografico comparendo nei panni di Larry Munn in Dolemite Is My Name. Nel 2020 viene scritturato per Wilde Things, episodio pilota di una sitcom CBS che tuttavia non viene mai prodotto mentre, due anni dopo, ottiene il suo primo ruolo televisivo ricorrente comparendo nei panni di Wilson in Warped! La fumetteria.
Dal 2023 è uno dei personaggi principali della serie Netflix FUBAR, al fianco di Arnold Schwarzenegger.

## Vita privata
Nel novembre 2019 Carter ha sposato la fidanzata Ashley.

## Filmografia

### Attore

#### Cinema
- Dolemite Is My Name, regia di Craig Brewer (2019)
- The Devil's Daughters, regia di Carlye Tamaren - cortometraggio (2022)

#### Televisione
- Runaways - serie TV, episodio 2x02 (2018)
- Poz Roz - serie TV, episodio 1x11 (2019)
- The Neighborhood - serie TV, episodio 3x04 (2020)
- Warped! La fumetteria (Warped!) - serie TV, 7 episodi (2021-2022)
- FUBAR - serie TV, 16 episodi (2023-2025)

### Doppiatore
- NBA 2K20 - videogioco (2019)
- StarTripper!! - podcast, episodio 2x12 (2022)

## Doppiatori italiani
Nelle versioni in italiano delle opere in cui ha recitato, Milan Carter è stato doppiato da:
- Simone Crisari in FUBAR